# Зина (фильм)
«Зина» (англ. Zina) — художественный фильм британского режиссёра Кена МакМиллена 1985 года, посвящён судьбе дочери Льва Троцкого Зинаиды.
Зина — Антигона XX века. Она в Берлине 1930-х годов и лечится у психотерапевта Артура Кронфельда (Иэн Маккеллен) по методике Адлера. Психоанализ включает в себя гипноз. Он помогает ей вспомнить эпизоды из жизни её отца и её собственной. Приход к власти её отца и его изгнание из Советской России. Все это происходит на фоне зарождения фашизма и приближения новой мировой войны. Это ещё больше сближает её с Антигоной. Атмосфера ожидания (саспенс) напоминает греческую трагедию и имеет трагическую развязку. Фильм завоевал несколько призов международных кинофестивалей.

## Отзывы
«Одна из жемчужин последнего лондонского кинофестиваля» — отзыв журнала «SHE», май 1986 г.

## В ролях
- Домициана Джордано — Зина
- Иэн МакКеллен — профессор Кронфельд
- Филлип Мэдок — Лев Троцкий
- Георг Энтони — Андре Бретон
- Ром Андерсон — Мария
- Миша Бергезе — Моланов
- Габриель Деллай — стенографист
- Вильям Хуткинс — Вальтер Адамс
- Леони Меллингер — немецкий стенографист
- Пол Джеффри — Лев Седов
- Mорин O'Брайен — Наталья Седова